# Bringing It Down
A Bringing It Down a Starset rockegyüttes dala, ami eredetileg 2017-ben jelent meg Vessels című lemezükön. A dal szerzője Dustin Bates, míg producere Rob Graves volt.

## Bringing It Down (Version 2.0)
A Bringing It Down (Version 2.0) a Starset első kislemez volt a Vessels 2.0-ról. A szám a egy második verziója volt a 2017-ben megjelent Bringing It Downnak. A számon leginkább a vonósok kiemelése lett a legfőbb változtatás. A szám augusztusban debütált a SiriusXM Octane rádión.